# Puščanje amonijaka v Sumikimpromu
21. marca 2022 je ruski zračni napad med bitko pri Sumiju v tovarni Sumikimprom poškodoval enega od rezervoarjev za amonijak in onesnažil zemljo v polmeru 2,5 km, vključno z vasema Novoselica in Verhna Sirovatka. Sumi zaradi smeri pihanja vetra navkljub svoji bližini večinoma ni bilo prizadeto.

## Ozadje
Dva dni pred uhajanjem podatkov je Mihail Mizincev, vodja ruskega Centra za upravljanje nacionalne obrambe, trdil, da so ukrajinski nacionalisti pod lažno zastavo načrtovali kemični napad v Sumiju. 19. marca je trdil, da so bila skladišča v obratu minirana in bi v primeru ruskega napredovanja v mesto zastrupili prebivalce. Trdil je tudi, da je bila podobno sabotirana srednja šola v Kotljarovu v Mikolajevski Oblasti.

## Puščanje
O puščanju so prvič poročali 21. marca 2022 okoli 4.30 po lokalnem času.